# Cá song mỡ
Cá song mỡ (tên khoa học Epinephelus tauvina), còn gọi là cá mú Ả Rập, hay cá mú gàu là một loài cá trong họ Serranidae. Chúng thường được tìm thấy ở vùng biển từ Ấn Độ Dương đến Thái Bình Dương, có chiều dài có thể lên đến 75 cm.

## Tham khảo

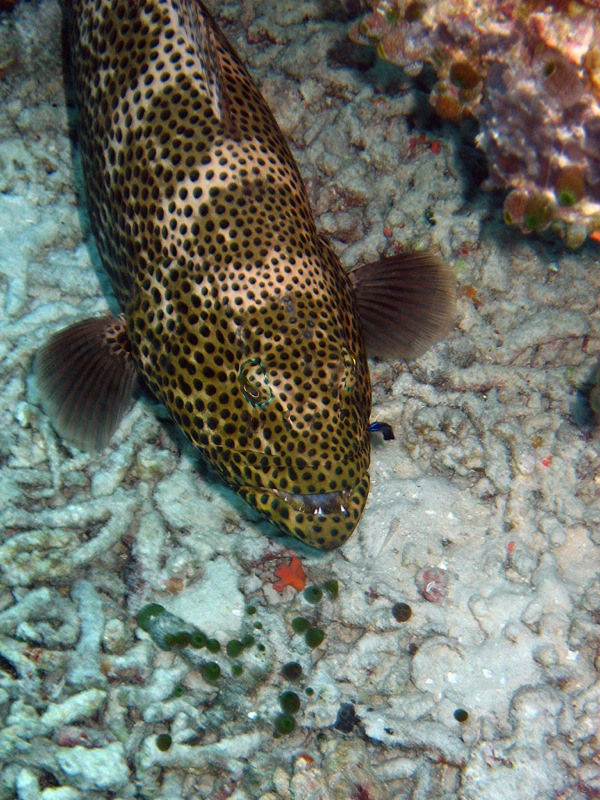
Cá song mỡ